# Asian Le Mans Series 2018-2019
Navigation
Édition précédente Édition suivante
La saison 2018-2019 des Asian Le Mans Series était la septième saison de ce championnat et s'est déroulé du 23 novembre 2018 au 24 février 2019 sur un total de quatre manches.
À l'issue du championnat, les vainqueurs du LMP2 Pro, du LMP2 Am, du LMP3 et du GT ont reçu des invitations automatiques pour les 24 Heures du Mans 2019.
Le championnat étant sponsorisé par Michelin et Total, toutes les voitures sont équipées de pneumatiques Michelin et propulsées par du carburant Total.

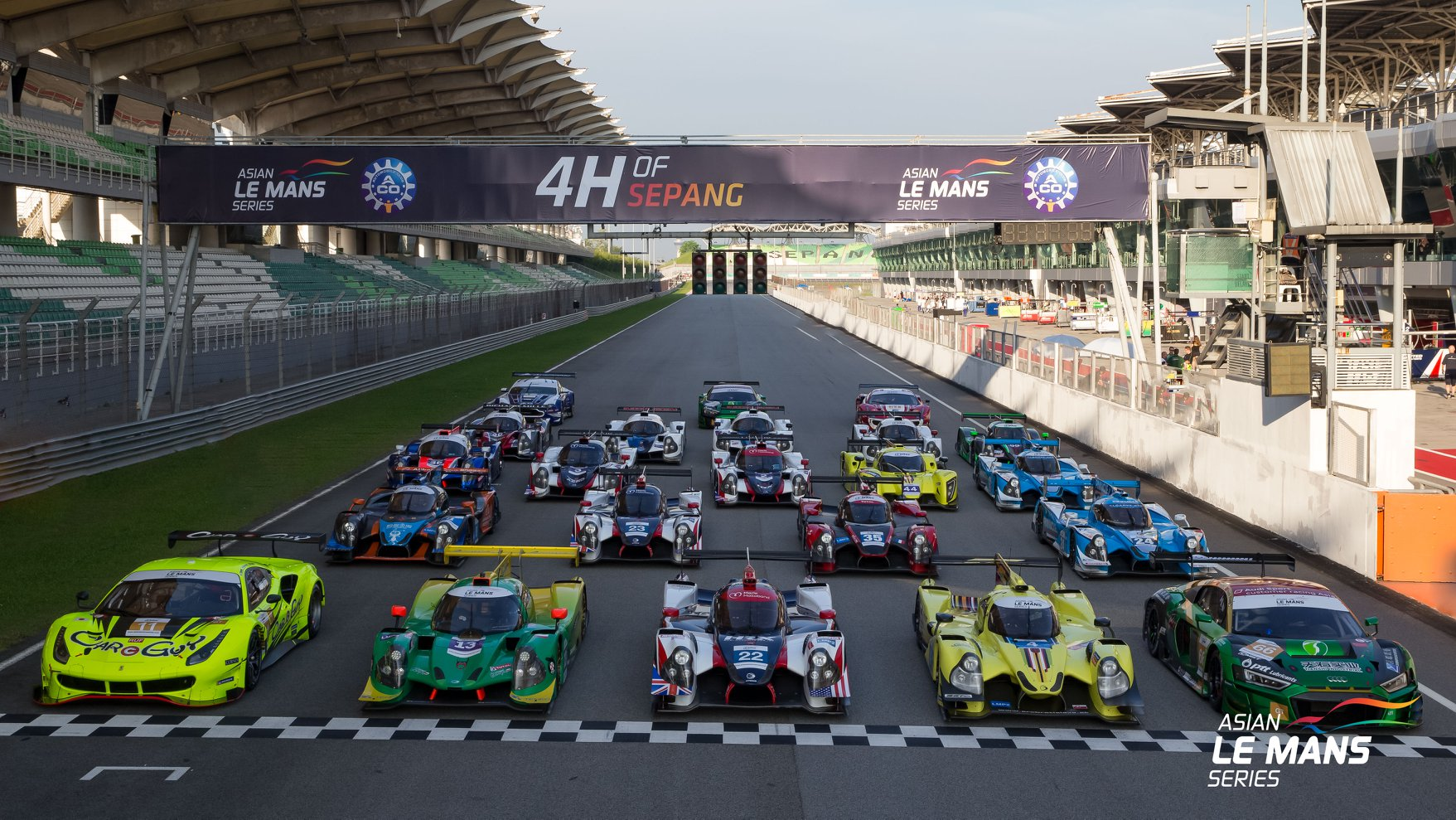
Plateau des Asian Le Mans Series 2018-2019

## Calendrier
Le calendrier 2018-2019 a été révélé le 3 février 2018  lors de la dernière manche de L’Asian Le Mans Series 2017/2018.
Zhuhai cède sa place à Shanghai pour lancer le championnat. Le championnat CTCC accompagnera l’Asian Le Mans Series en Chine. La saison a commencé plus tard que dans le passé afin de laisser plus de temps aux équipes roulant en European Le Mans Series de participer également à l'Asian Le Mans Series.
| N° | Date        | Course               | Circuit                           | Lieu     | Pays      |
| -- | ----------- | -------------------- | --------------------------------- | -------- | --------- |
| 1  | 25 novembre | 4 Heures de Shanghai | Circuit international de Shanghai | Shanghai | Chine     |
| 2  | 9 décembre  | 4 Heures de Fuji     | Circuit du Mont Fuji              | Oyama    | Japon     |
| 3  | 12 janvier  | 4 Heures de Buriram  | Circuit international de Buriram  | Buriram  | Thaïlande |
| 4  | 24 février  | 4 Heures de Sepang   | Circuit international de Sepang   | Sepang   | Malaisie  |

## Engagés

### Prototype

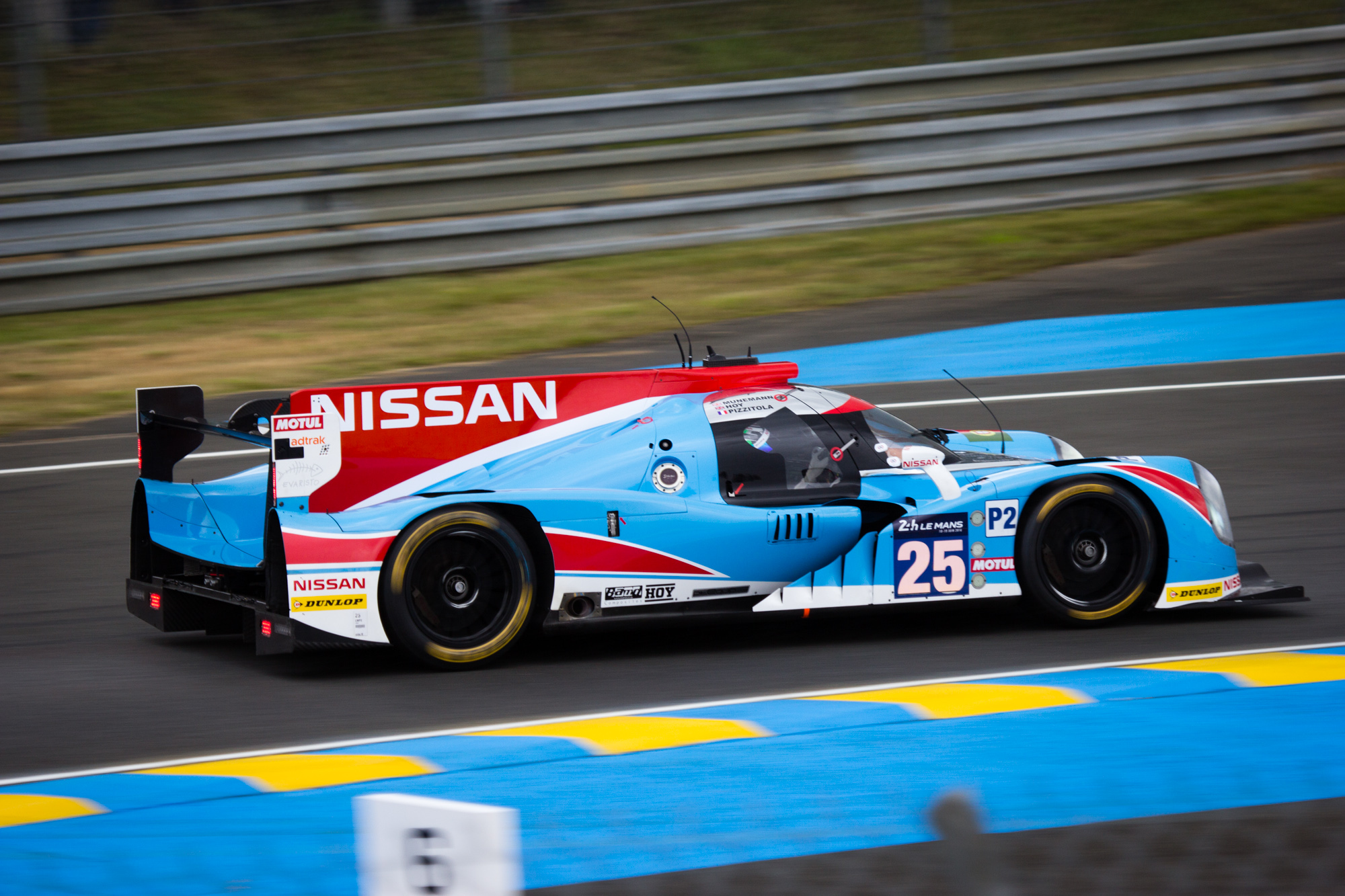
Ligier JS P2-Nissan de l'écurie Algarve Pro Racing en 2016

La catégorie Prototype est composée de voitures répondant à des réglementations développées par l'ACO et la FIA, c'est-à-dire soit la réglementation LMP2 datant de 2015, soit la réglementation LMP3 actuelle.
Pour la catégorie LMP2, le poids minimum de la voiture est de 900 kg. D'un point de vue moteur, différentes options s'offrent aux écuries. La cylindrée maximale de doit pas excéder 5 000 cm3 et 8 cylindres maximum pour les moteurs atmosphériques, 3 200 cm3 et 6 cylindres maximum pour les moteurs suralimentés (mono-turbo), ou 2 500 cm3 pour les Diesel suralimentés.
Nous retrouvons des châssis tels que l'Oreca 03R, l'Oreca 05, le Ligier JS P2, le BR01, le Morgan LMP2,l'Alpine A450b, l'Alpine A460, le Gibson 015S, le Dome S103, etc. et comme motorisation, des constructeurs tels que Judd, Nissan ou Honda sont présents.

Concernant la catégorie LMP3, nous retrouvons des châssis tels que le Norma M30, le Ligier JS P3, le Ginetta-Juno P3-15 ou ADESS-03 équipé d'un moteur imposé, le Nissan VK50VE 5.0 L V8 atmosphérique.
| 1  |  | Jackie Chan DC Racing X Jota | Oreca 05    | P  | Jazeman Jaafar (1)        | Weiron Tan (1)                | Nabil Jeffri (1)          |
| 4  |  | ARC Bratislava               | Ligier JSP2 | Am | Miroslav Konôpka (Toutes) | Kang Ling (Toutes)            | Darren Burke (Toutes)     |
| 8  |  | Spirit of Race               | Ligier JSP2 | P  | Pipo Derani (1-2,4)       | Côme Ledogar (1-2,4)          | Alexander West (1,2,4)    |
| 22 |  | United Autosports            | Ligier JSP2 | P  | Paul Di Resta (Toutes)    | Phil Hanson (Toutes)          |                           |
| 23 |  | United Autosports            | Ligier JSP2 | Am | Guy Cosmo (Toutes)        | Patrick Byrne (Toutes)        | Salih Yoluç (Toutes)      |
| 24 |  | Algarve Pro Racing           | Ligier JSP2 | P  | Ate De Jong (1,3-4)       | Harrison Newey (Toutes)       | Andrea Pizzitola (Toutes) |
| 25 |  | Algarve Pro Racing           | Ligier JSP2 | Am | Mark Patterson (Toutes)   | Anders Fjordbach (Toutes)     | Chris McMurry (Toutes)    |
| 35 |  | Panis-Barthez Compétition    | Ligier JSP2 | P  | François Heriau (Toutes)  | Jean-Baptiste Lahaye (1, 3-4) | Matthieu Lahaye (Toutes)  |

| 2  |                       | United Autosports            | Ligier JS P3       | Wayne Boyd (Toutes)             | Garett Grist (Toutes)    | Chris Buncombe (Toutes) |
| 3  |                       | United Autosports            | Ligier JS P3       | Matthew Bell (Toutes)           | Kay Van Berlo (Toutes)   | James McGuire (1,3-4)   |
| 3  | Christian England (2) | United Autosports            | Ligier JS P3       |                                 |                          |                         |
| 7  |                       | Ecurie Ecosse/Nielsen        | Ligier JS P3       | Christian Stubbe Olsen (Toutes) | Nick Adcock (Toutes)     |                         |
| 13 |                       | Inter Europol Competition    | Ligier JS P3       | Jakub Śmiechowski (Toutes)      | Martin Hippe (Toutes)    |                         |
| 36 |                       | Eurasia Motorsport           | Ligier JS P3       | Aidan Read (Toutes)             | Nobuya Yamanaka (Toutes) |                         |
| 37 |                       | Jackie Chan DC Racing X Jota | Ligier JS P3       | Yoshiharu Mori (1)              | Hwang Doyun (1)          |                         |
| 38 |                       | Jackie Chan DC Racing X Jota | Ligier JS P3       | Neric Wei (en) (1)              | Hugo de Sadeleer (1)     | Rick Yoon (4)           |
| 38 | James Winslow (4)     | Jackie Chan DC Racing X Jota | Ligier JS P3       | Jake Parsons (4)                |                          |                         |
| 44 |                       | ARC Bratislava               | Ginetta-Juno P3-15 | Neale Muston (4)                | Mike Simpson (4)         |                         |
| 50 |                       | R24                          | Ligier JS P3       | Marie Iwaoka (1-3)              | Stéphane Kox (1,3)       | Sarah Bovy (1)          |
| 50 | Anna Inotsume (2)     | R24                          | Ligier JS P3       | Katherine Legge (4)             | Margot Laffite (4)       |                         |
| 50 | Michelle Gatting(4)   | R24                          | Ligier JS P3       |                                 |                          |                         |
| 65 |                       | Viper Niza Racing (en)       | Ligier JS P3       | Douglas Khoo (en) (Toutes)      | Nigel Moore (Toutes)     |                         |
| 79 |                       | Ecurie Ecosse/Nielsen        | Ligier JS P3       | Colin Noble, (Toutes)           | Tony Wells (Toutes)      |                         |

Malgré les annonces de l'écurie polonaise Virage Racing Team et de l'écurie hongkongaise WIN Motorsport d'inscription au championnat, elles ne participeront a aucune manche de celui-ci.

### GT

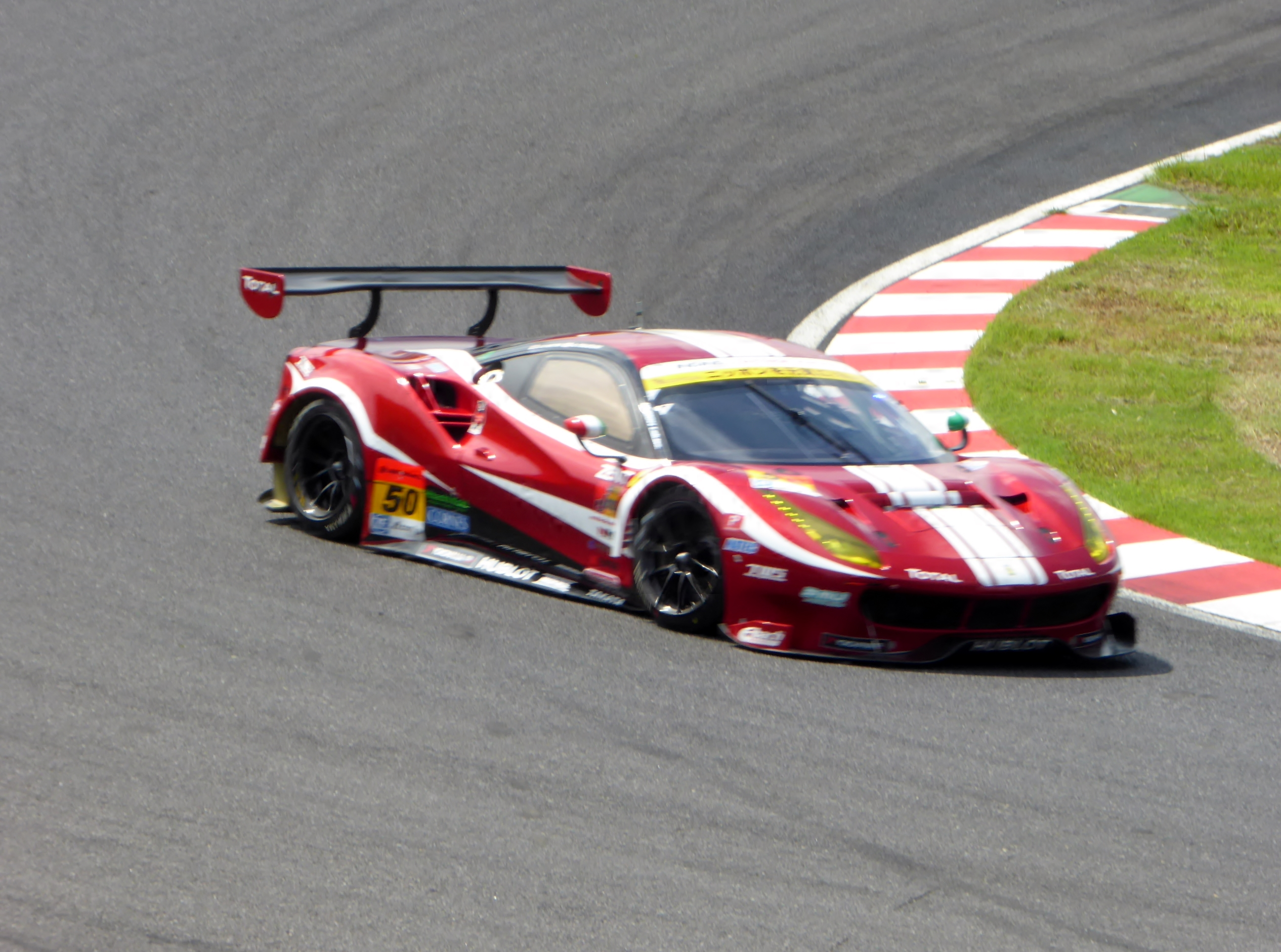
Ferrari 488 GT3

La catégorie GT est composée de voitures répondant à différentes réglementations, c'est-à-dire soit les LMGTE, les FIA GT3 ou les GT 300 Japon.
Les voitures LMGTE sont des voitures de grand tourisme basées sur des voitures de série avec des limites et des spécifications définies par l'ACO pour les courses d'endurance.
Les voitures FIA GT3 sont encadrées par un ensemble de règles défini par la FIA pour les voitures de course GT conçues pour être utilisées dans diverses séries de courses à travers le monde. Cette réglementation permet d'homologuer une grande variété de voitures avec presque aucune limite quant à la taille et à la configuration du moteur ou à la construction ou à la disposition du châssis. Cependant, les voitures doivent être basées sur des modèles de série. Les performances de toutes les voitures FIA GT3 sont réglementées, soit par le Bureau GT de la FIA, soit par un organe décisionnel spécifique de la série (par exemple, l'ACO), grâce à une balance des performances qui ajuste les limites de puissance, afin d'assurer qu'un seul fabricant devienne dominant dans la classe.
Les GT 300 Japon sont souvent similaires à LMGTE ou FIA GT3 avec des spécifications définies par les règlements établis par la Fédération Automobile Japonaise (JAF).
| 5  |                 | Red River Sport by TF Sport             | Aston Martin V12 Vantage GT3 | GT3    | Johnny Mowlem (Toutes)         | Bonamy Grimes (1-3)           | Ivor Dunbar (2-4)          |
| 11 |                 | Car Guy Racing                          | Ferrari 488 GT3              | GT3    | Takeshi Kimura (Toutes)        | Kei Cozzolino (Toutes)        | James Calado (Toutes)      |
| 12 |                 | Earl Bamber Motorsport                  | Porsche 911 GT3 Cup          | GT Cup | Jeffrey Chiang (1)             | Graeme Dowsett (1)            | Will Bamber (1)            |
| 16 |                 | Modena Motorsports                      | Porsche 911 GT3 Cup          | GT Cup | Philippe Descombes (en)(1)     | Benny Simonsen (de) (1)       |                            |
| 21 |                 | OpenRoad Racing                         | Porsche 911 GT3 Cup          | GT Cup | Francis Tjia (1)               | Michael S. (1)                |                            |
| 51 |                 | Spirit of Race                          | Ferrari 488 GT3              | GT3    | Alessandro Pier Guidi (Toutes) | Francesco Piovanetti (Toutes) | Oswaldo Negri Jr. (Toutes) |
| 59 |                 | EKS Motorsports                         | Porsche 911 GT3 Cup          | GT Cup | Bao Jinlong (1)                | Lu Wen Long (1)               |                            |
| 66 |                 | Audi Sport Customer Racing Asia by TSRT | Audi R8 LMS                  | GT3    | Massimiliano Wiser (Toutes)    | Xu Wei (1-2)                  | Zhang Ya Qi (2-4)          |
| 66 | Lo Kai Fung (3) | Audi Sport Customer Racing Asia by TSRT | Audi R8 LMS                  | GT3    | Qi Peiwen (4)                  |                               |                            |
| 88 |                 | Audi Sport Customer Racing Asia by TSRT | Audi R8 LMS                  | GT3    | Chen Weian (Toutes)            | Dries Vanthoor (1-2,4)        | Zhang Ya Qi (1)            |
| 88 | Anthony Liu (2) | Audi Sport Customer Racing Asia by TSRT | Audi R8 LMS                  | GT3    | Alex Au (3)                    | Jean-Karl Vernay (3)          |                            |
| 88 | Xu Wei (4)      | Audi Sport Customer Racing Asia by TSRT | Audi R8 LMS                  | GT3    |                                |                               |                            |

## Résumé

### 4 Heures de Shanghai

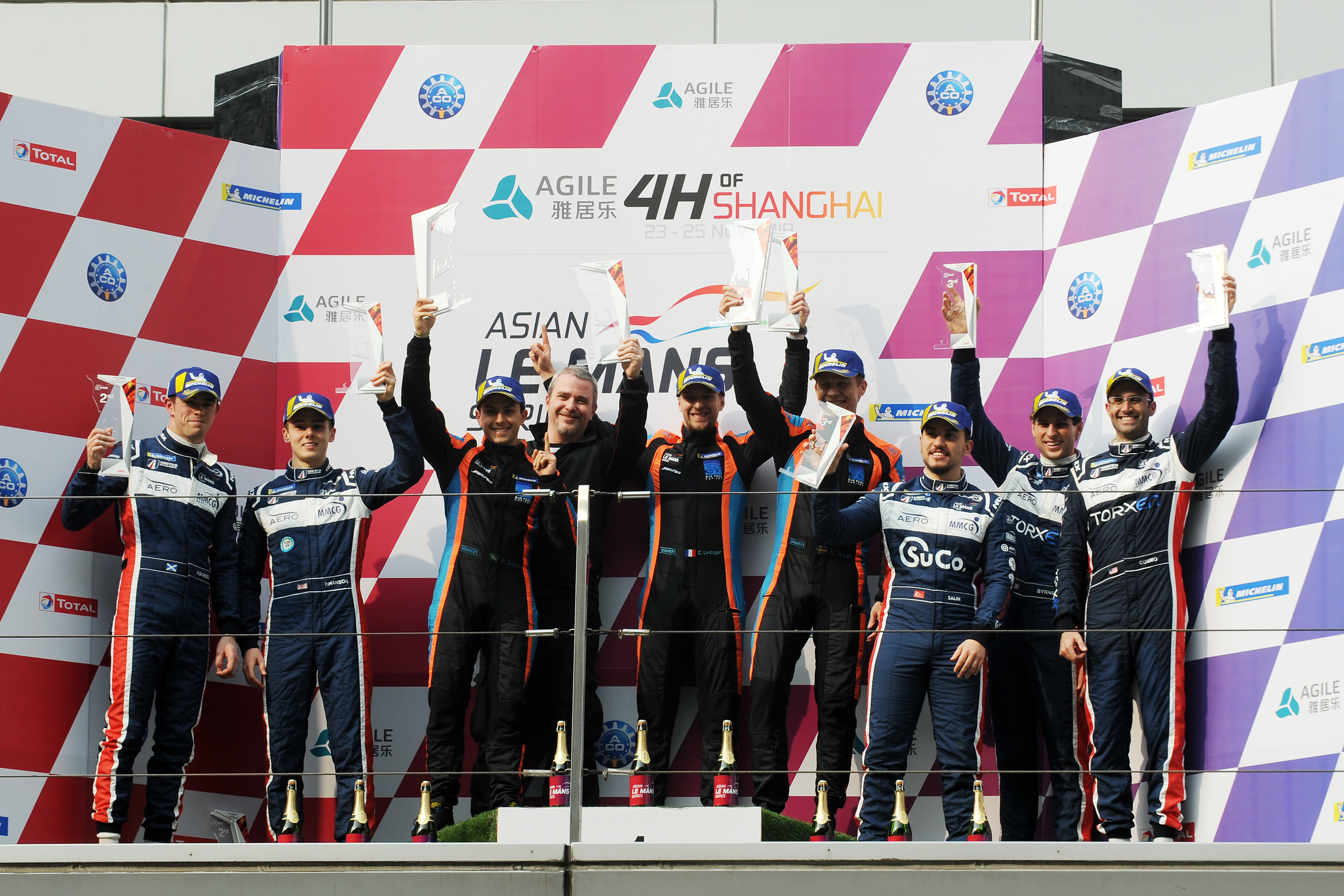
Podium des 4 Heures de Shanghai 2018

La catégorie LMP2 et le classement général des 4 Heures de Shanghai ont été remportés par la Ligier JS P2 de l'écurie Spirit of Race et pilotée par Alexander West, Côme Ledogar et Pipo Derani.
La catégorie LMP3 a été remportée par la Ligier JS P3 de l'écurie Inter Europol Competition et pilotée par Jakub Śmiechowski et Martin Hippe.
La catégorie GT a été remportée par la Ferrari 488 GT3 de l'écurie Car Guy Racing et pilotée par Takeshi Kimura, Kei Cozzolino et James Calado.
La catégorie GT Cup a été remportée par la Porsche 911 GT3 Cup de l'écurie Modena Motorsports et pilotée par Benny Simonsen (de) et Philippe Descombes (en).

### 4 Heures de Fuji
La catégorie LMP2 et le classement général des 4 Heures de Fuji ont été remportés par la Ligier JS P2 de l'écurie Algarve Pro Racing et pilotée par Andrea Pizzitola et Harrison Newey.
La catégorie LMP3 a été remportée par la Ligier JS P3 de l'écurie United Autosports et pilotée par Matthew Bell, Kay Van Berlo et Christian England.
La catégorie GT a été remportée par la Ferrari 488 GT3 de l'écurie Car Guy Racing et pilotée par Takeshi Kimura, Kei Cozzolino et James Calado.

### 4 Heures de Buriram

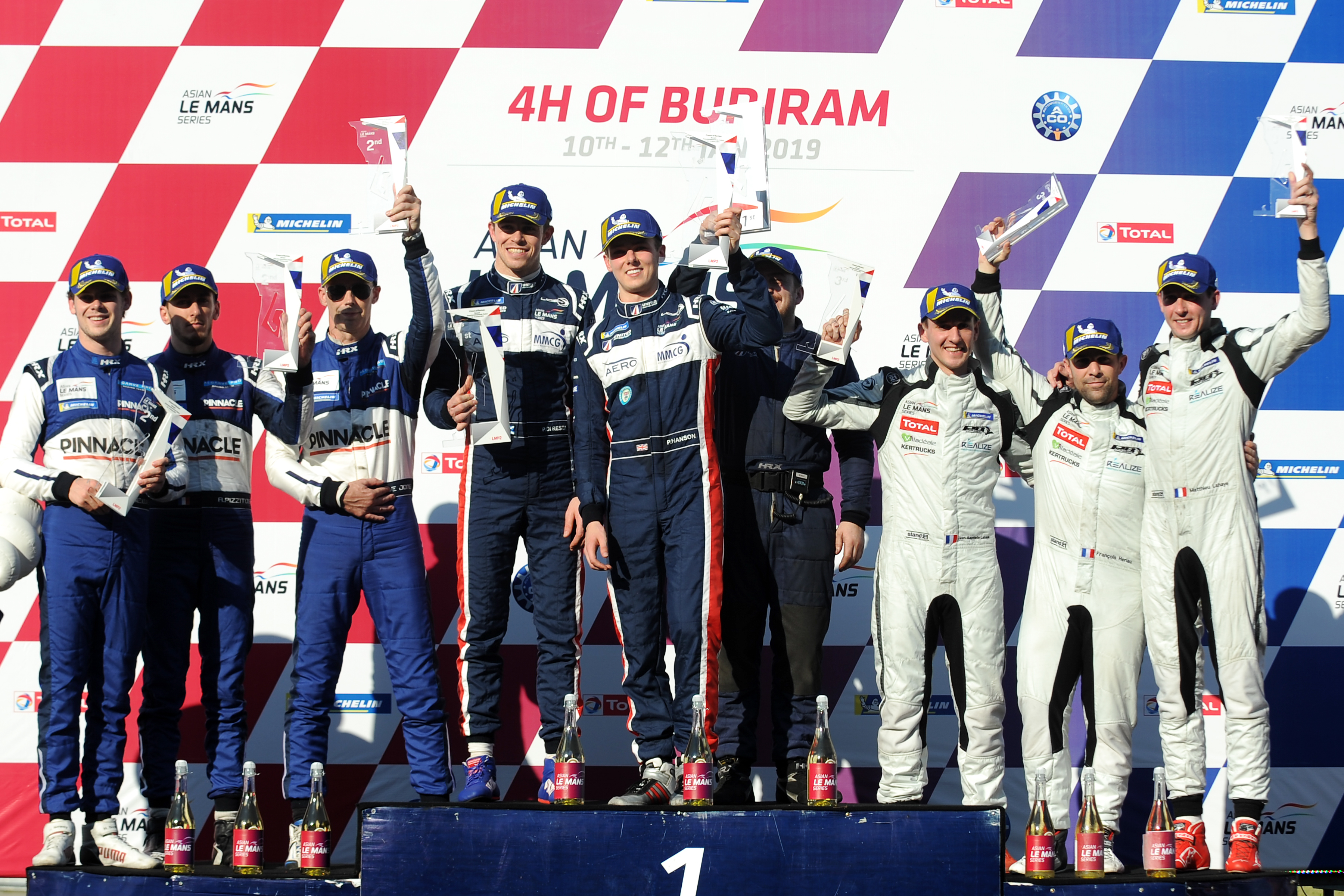
Podium des 4 Heures de Buriram 2019

La catégorie LMP2 et le classement général des 4 Heures de Buriram ont été remportés par la Ligier JS P2 de l'écurie United Autosports et pilotée par Philip Hanson et Paul Di Resta.
La catégorie LMP3 a été remportée par la Ligier JS P3 de l'écurie United Autosports et pilotée par Chris Buncombe, Garett Grist et Wayne Boyd.
La catégorie GT a été remportée par la Ferrari 488 GT3 de l'écurie Car Guy Racing et pilotée par Takeshi Kimura, Kei Cozzolino et James Calado.

### 4 Heures de Sepang

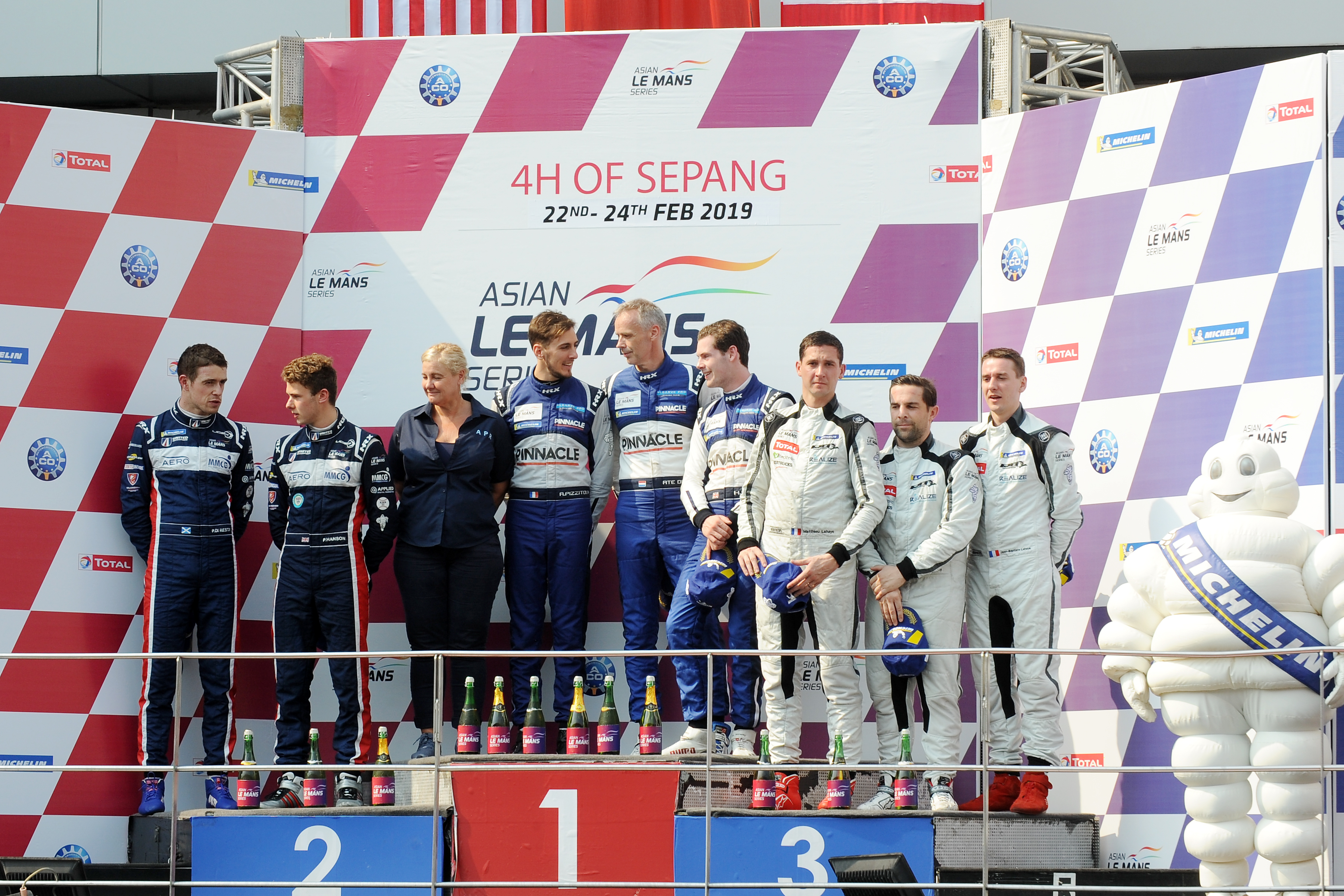
Podium des 4 Heures de Sepang 2019

La catégorie LMP2 et le classement général des 4 Heures de Sepang ont été remportés par la Ligier JS P2 de l'écurie Algarve Pro Racing et pilotée par Andrea Pizzitola, Harrison Newey et Ate De Jong.
La catégorie LMP3 a été remportée par la Ligier JS P3 de l'écurie Inter Europol Competition et pilotée par Jakub Śmiechowski et Martin Hippe.
La catégorie GT a été remportée par la Ferrari 488 GT3 de l'écurie Car Guy Racing et pilotée par Takeshi Kimura, Kei Cozzolino et James Calado.

## Résultats
En gras le vainqueur de la course.
| N° | Course               | Équipe victorieuse LMP2                     | Équipe victorieuse LMP3                      | Équipe victorieuse GT                     | Équipe victorieuse GT Cup                   | Résultats |
| N° | Course               | Pilotes victorieux LMP2                     | Pilotes victorieux LMP3                      | Pilotes victorieux GT                     | Pilotes victorieux GT Cup                   | Résultats |
| -- | -------------------- | ------------------------------------------- | -------------------------------------------- | ----------------------------------------- | ------------------------------------------- | --------- |
| 1  | 4 Heures de Shanghai | Spirit of Race                              | Inter Europol Competition                    | Car Guy Racing                            | Modena Motorsports                          | Résultats |
| 1  | 4 Heures de Shanghai | Alexander West Côme Ledogar Pipo Derani     | Jakub Śmiechowski Martin Hippe               | Takeshi Kimura Kei Cozzolino James Calado | Benny Simonsen (de) Philippe Descombes (en) | Résultats |
| 2  | 4 Heures de Fuji     | Algarve Pro Racing                          | United Autosports                            | Car Guy Racing                            | N'a pas participé                           | Résultats |
| 2  | 4 Heures de Fuji     | Andrea Pizzitola Harrison Newey             | Matthew Bell Kay Van Berlo Christian England | Takeshi Kimura Kei Cozzolino James Calado | N'a pas participé                           | Résultats |
| 3  | 4 Heures de Buriram  | United Autosports                           | United Autosports                            | Car Guy Racing                            | N'a pas participé                           | Résultats |
| 3  | 4 Heures de Buriram  | Philip Hanson Paul Di Resta                 | Chris Buncombe Garett Grist Wayne Boyd       | Takeshi Kimura Kei Cozzolino James Calado | N'a pas participé                           | Résultats |
| 4  | 4 Heures de Sepang   | Algarve Pro Racing                          | Inter Europol Competition                    | Car Guy Racing                            | N'a pas participé                           | Résultats |
| 4  | 4 Heures de Sepang   | Andrea Pizzitola Harrison Newey Ate De Jong | Jakub Śmiechowski Martin Hippe               | Takeshi Kimura Kei Cozzolino James Calado | N'a pas participé                           | Résultats |

## Classement

### Attribution des points
| Système des points | Système des points | Système des points | Système des points | Système des points | Système des points | Système des points | Système des points | Système des points | Système des points | Système des points | Système des points | Système des points |
| Position           | 1er                | 2e                 | 3e                 | 4e                 | 5e                 | 6e                 | 7e                 | 8e                 | 9e                 | 10e                | Au-delà            | Pole position      |
| ------------------ | ------------------ | ------------------ | ------------------ | ------------------ | ------------------ | ------------------ | ------------------ | ------------------ | ------------------ | ------------------ | ------------------ | ------------------ |
| Points             | 25                 | 18                 | 15                 | 12                 | 10                 | 8                  | 6                  | 4                  | 2                  | 1                  | 0.5                | 1                  |

### Légende des tableaux de classements
| Abd.         | La voiture n'a pas terminée la course.                                                |
| DNS          | La voiture n'a pas pu prendre le départ.                                              |
| NC           | La voiture n'a pas été classée car elle a parcouru moins de 70 % des tours du leader. |
| DSQ          | La voiture a été disqualifiée par l'organisation.                                     |
| Casse vierge | La voiture ou le pilote n'était pas inscrit à la course.                              |

La voiture en pole position de chaque catégorie à son résultat en gras.

### Championnat des Équipes

#### LMP2
| Pos. | no | Écurie                       | ZHU  | FUJ | BUR | SEP  | Total points |
| ---- | -- | ---------------------------- | ---- | --- | --- | ---- | ------------ |
| 1    | 22 | United Autosports            | 2    | 2   | 1   | 2    | 80           |
| 2    | 24 | Algarve Pro Racing           | Abd. | 1   | 2   | 1    | 69           |
| 3    | 4  | ARC Bratislava               | 4    | 3   | 4   | 4    | 51           |
| 4    | 35 | Panis-Barthez Compétition    | 6    | 4   | 3   | 3    | 50           |
| 5    | 8  | Spirit of Race               | 1    | 6   |     | 5    | 45           |
| 6    | 23 | United Autosports            | 3    | 5   | 6   | Abd. | 33           |
| 7    | 25 | Algarve Pro Racing           | 5    | 7   | 5   | Abd. | 26           |
| 8    | 1  | Jackie Chan DC Racing X Jota | Abd. |     |     |      | 0            |

| Couleur | Résultat                     |
| ------- | ---------------------------- |
| Or      | Vainqueur                    |
| Argent  | 2e place                     |
| Bronze  | 3e place                     |
| Vert    | Terminé, dans les points     |
| Bleu    | Terminé, pas dans les points |
| Violet  | Abandon (Ab.) ou (Ret)       |
| Violet  | Non classé (NC)              |
| Rouge   | Pas qualifié (DNQ)           |
| Noir    | Disqualifié (DSQ)            |
| Blanc   | Pas au départ (DNS)          |
| Blanc   | Forfait (WD)                 |
| Blanc   | N'a pas participé (DNP)      |
| Blanc   | Blessé (INJ)                 |
| Blanc   | Exclu (EX)                   |
| Blanc   | Course annulée (C)           |

#### LMP3
| Pos. | no | Écurie                       | ZHU | FUJ | BUR | SEP | Total points |
| ---- | -- | ---------------------------- | --- | --- | --- | --- | ------------ |
| 1    | 13 | Inter Europol Competition    | 1   | 2   | 2   | 1   | 87           |
| 2    | 2  | United Autosports            | 2   | 5   | 1   | 3   | 70           |
| 3    | 79 | Ecurie Ecosse/Nielsen Racing | 4   | 3   | 3   | 4   | 54           |
| 4    | 3  | United Autosports            | 6   | 1   | 5   | 5   | 53           |
| 5    | 7  | Ecurie Ecosse/Nielsen Racing | 5   | 4   | 4   | 2   | 52           |
| 6    | 36 | Eurasia Motorsport           | 3   | NC  | 6   | 6   | 31           |
| 7    | 65 | Viper Niza Racing (en)       | 8   | 6   | 8   | 7   | 23           |
| 8    | 50 | R24                          | 7   | 7   | 7   | 8   | 22           |
| 9    | 38 | Jackie Chan DC Racing X Jota | 9   |     |     | 10  | 3            |
| 10   | 44 | ARC Bratislava               |     |     |     | 9   | 2            |
| 11   | 37 | Jackie Chan DC Racing X Jota | DSQ |     |     |     | 0            |

| Couleur | Résultat                     |
| ------- | ---------------------------- |
| Or      | Vainqueur                    |
| Argent  | 2e place                     |
| Bronze  | 3e place                     |
| Vert    | Terminé, dans les points     |
| Bleu    | Terminé, pas dans les points |
| Violet  | Abandon (Ab.) ou (Ret)       |
| Violet  | Non classé (NC)              |
| Rouge   | Pas qualifié (DNQ)           |
| Noir    | Disqualifié (DSQ)            |
| Blanc   | Pas au départ (DNS)          |
| Blanc   | Forfait (WD)                 |
| Blanc   | N'a pas participé (DNP)      |
| Blanc   | Blessé (INJ)                 |
| Blanc   | Exclu (EX)                   |
| Blanc   | Course annulée (C)           |

#### GT
| Pos. | no | Écurie              | ZHU  | FUJ | BUR  | SEP  | Total points |
| ---- | -- | ------------------- | ---- | --- | ---- | ---- | ------------ |
| 1    | 11 | Car Guy Racing      | 1    | 1   | 1    | 1    | 101          |
| 2    | 51 | Spirit of Race      | 2    | 2   | 3    | 3    | 67           |
| 3    | 88 | Tianshi Racing Team | Abd. | 4   | 2    | 2    | 50           |
| 4    | 66 | Tianshi Racing Team | 4    | 3   | 4    | Abd. | 39           |
| 5    | 5  | TF Sport            | 3    | 5   | Abd. | 4    | 37           |